# Ivana Dobrakovová
Ivana Dobrakovová (* 1982 Bratislava) je slovenská spisovatelka.
Ivana Dobrakovová se narodila 17. dubna 1982 v Bratislavě. Od roku 2005 žije v Turíně v Itálii. Ivana Dobrakovová vystudovala gymnázium v Bratislavě (1996-2000), dále překladatelství a tlumočnictví anglického a francouzského jazyka na Filozofické fakultě Univerzity Komenského v Bratislavě. Mezi její překlady patří Sníh od Maxence Fermina, Vymazaný muž od Françoisa Soulagea a Ruský román od Emmanuela Carrèra. V roce 2007 vyhrála literární soutěž mladých prozaiků Jašíkové kysuce a rok na to literární soutěž Poviedka 2008 (povídka Žít s Petrem). Mezi její nejznámější knihy patří Bellevue (2010), ve které je hlavní hrdinkou devatenáctiletá dívka, která pracuje jako dobrovolnice u fyzicky postižených lidí ve zdravotnickém centru. Sbírka krátkých příběhů s názvem Toxo (2013), jejichž hlavními hrdiny jsou převážně Slováci, kteří hledají své místo v životě skrz vztahy s lidmi, které potkávají v zahraničí. V současné době je Ivana Dobrakovová spisovatelkou na volné noze.